# Helicius
Genre
Helicius est un genre d'araignées aranéomorphes de la famille des Salticidae.

## Distribution
Les espèces de ce genre se rencontrent au Japon, en Corée du Sud, au Bhoutan et en Russie asiatique.

## Liste des espèces
Selon World Spider Catalog (version 18.0, 07/04/2017) :
- Helicius chikunii (Logunov & Marusik, 1999)
- Helicius cylindratus (Karsch, 1879)
- Helicius hillaryi Żabka, 1981
- Helicius yaginumai Bohdanowicz & Prószyński, 1987

## Publication originale
- Żabka, 1981 : New species of Yaginumaella Prószynski 1976 and Helicius Prószynski 1976 (Araneae, Salticidae) from Bhutan and Burma. Entomologica Basiliensis, vol. 6, p. 5-41.